# بارت كوفود
بارت كوفود (بالإنجليزية: Bart Kofoed)‏ مواليد 24 مارس 1964 في أوماها، هو لاعب كرة سلة أمريكي سابق. بدأ مسيرته الاحترافية في سنة 1987. تم اختياره من قبل فريق يوتا جاز خلال الدرافت. يبلغ طوله 6 قدم 4 بوصة (1.9 م). اعتزل اللعب في 1995.

## المسيرة الاحترافية
لعب مع يوتا جاز من سنة 1987 إلى 1989، ثم لعب مع غولدن ستايت ووريورز في سنة 1990، ثم لعب مع سياتل سوبرسونيكس في موسم 1991–1992، ثم لعب مع بوسطن سيلتكس في موسم 1992–1993.

## روابط خارجية
- بارت كوفود على موقع إن بي أي (الإنجليزية)
- بارت كوفود على موقع سبورتس رفرنس (الإنجليزية)
- بارت كوفود على موقع ريلجم (الإنجليزية)
- بارت كوفود على موقع بروبوليرز (الإنجليزية)